# Atef Dkhili
Atef Dkhili, né le 4 avril 1990, est un footballeur tunisien évoluant au poste de gardien avec le Club africain. Il se fait connaître à l'occasion de la coupe du monde des moins de 17 ans 2007.
À la suite de cette compétition, le gardien formé au club de Jendouba Sports signe un contrat de deux ans et demi avec le Club africain. Le 22 juillet 2010, il part sous forme de prêt à l'Olympique de Béja pour six mois.

## Clubs
- juillet 2009-juillet 2010 : Club africain (Tunisie)
- juillet 2010-décembre 2010 : Olympique de Béja (Tunisie)
- décembre 2010-septembre 2021 : Club africain (Tunisie)
- septembre-octobre 2021 : Stade tunisien (Tunisie)
- janvier-août 2022 : Al-Aïn Football Club (Arabie saoudite)
- depuis août 2022 : Stade tunisien (Tunisie)

## Palmarès
- Championnat de Tunisie (2) : 2008, 2015
- Coupe de Tunisie (2) : 2017, 2018